# Harald Schartau

Harald Schartau (2000)

Harald Schartau (* 18. März 1953 in Duisburg) ist ein deutscher Politiker der SPD. Er war von 2000 bis zum Regierungswechsel nach der Landtagswahl am 22. Mai 2005 Minister für Arbeit und Soziales, Qualifikation und Technologie, ab November 2002  Wirtschafts- und Arbeitsminister des Landes Nordrhein-Westfalen. Von 2009 bis Ende 2018 war er Arbeitsdirektor der Georgsmarienhütte Holding GmbH.

## Leben
Nach absolvierter Realschule erlernte Schartau zunächst den Beruf des Chemielaboranten, arbeitete danach aber als Sachbearbeiter in der Personalwirtschaft der Hüttenwerke der Mannesmann AG in Duisburg-Hüttenheim. Von 1971 bis 1972 absolvierte er die Sozialakademie Dortmund. Im Jahr 1973 nahm er an der Hochschule für Wirtschaft und Politik in Hamburg das Studium auf, das er 1976 als Diplom-Betriebswirt abschloss.
Nach seinem Studium war Schartau als Jugendbildungsreferent beim DGB-Landesbezirk NRW tätig (1977–1978). Danach war er in den Jahren 1978 bis 2000 bei der IG Metall beschäftigt, zunächst als Sachbearbeiter beim IG-Metall-Vorstand in Frankfurt am Main (bis 1984), später als Bezirkssekretär in Essen und Dortmund (bis 1992), dann als Leiter des Bezirks Dortmund (bis 1996). Von 1997 bis 2000 war er Leiter des IG-Metall-Bezirks Nordrhein-Westfalen. Während dieser Zeit war er zeitweise Mitglied folgender Aufsichtsräte: Gewerkschaft Eisenhütte Westfalia, Gildemeister AG, Deutsche Babcock, Fried. Krupp AG Hoesch-Krupp und Thyssen Krupp Stahl AG.
Nach der Landtagswahl in Nordrhein-Westfalen 2000 wurde Schartau am 27. Juni 2000 zum Minister für Arbeit und Soziales, Qualifikation und Technologie ernannt (Kabinett Clement II). Er war Mitglied des Bundesrats.
Mittelfristig sollte Schartau die Nachfolge von Wolfgang Clement als Ministerpräsident von Nordrhein-Westfalen antreten. Als dieser nach der Bundestagswahl 2002 als „Superminister“ für Wirtschaft und Arbeit nach Berlin wechselte, konnte Schartau jedoch nicht als Ministerpräsident antreten. Grund war eine Besonderheit der nordrhein-westfälischen Landesverfassung, die vorschreibt, dass der Ministerpräsident Mitglied des Landtags sein muss, was Schartau damals nicht war.
Zum Nachfolger von Franz Müntefering als Landesvorsitzender der SPD in Nordrhein-Westfalen wurde er am 15. Dezember 2001 gewählt. Von 2003 bis 2005 gehörte er dem SPD-Parteivorstand und dem Parteipräsidium an. Ab Februar 2002 war er Mitglied der Kommission für moderne Dienstleistungen am Arbeitsmarkt (Hartz-Kommission). Er war Mitglied der 11. und 12. Bundesversammlung zur Wahl des Bundespräsidenten.
Von dem inzwischen zum Ministerpräsidenten gewählten Peer Steinbrück wurde Schartau am 12. November 2002 als Minister für Wirtschaft und Arbeit in die Landesregierung (Kabinett Steinbrück) berufen. Von November 2002 bis Mai 2005 war er Vorsitzender des Verwaltungsrats der NRW.Bank. Bei der Landtagswahl 2005 wurde Schartau zwar mit 47,8 % der Stimmen im Landtagswahlkreis Dortmund III direkt in den Landtag gewählt, seine Partei jedoch verlor die Wahl. Deshalb schied Schartau am 28. Juni 2005 aus seinem Ministeramt.
Nach der verlorenen Landtagswahl kündigte der Landesvorstand am 25. Mai 2005 seinen geschlossenen Rücktritt an. Gleichzeitig erklärte Schartau, beim außerordentlichen Parteitag am 9. Juli 2005 nicht wieder für das Amt des Landesvorsitzenden kandidieren zu wollen. Sein Nachfolger im Amt wurde der ehemalige nordrhein-westfälische Finanzminister Jochen Dieckmann.
Schartau war Mitglied im Haushalts- und Finanzausschuss, Ausschuss für Haushaltskontrolle und Vorsitzender der deutsch-chinesischen Parlamentariergruppe des Landtags. Zum 31. Dezember 2008 legte er sein Landtagsmandat nieder. Ab 1. Januar 2009 war Schartau Arbeitsdirektor und Geschäftsführer Personal der Georgsmarienhütte GmbH. Zum 1. Januar 2010 stieg Schartau in die Geschäftsführung der Georgsmarienhütte Holding GmbH auf. Diese Funktion als Geschäftsführer und Arbeitsdirektor der GMH Gruppe übte er bis Ende 2018 aus. Schartau war von 2011 bis Ende 2018 Sprecher der Arbeitsdirektoren der Eisen- und Stahlindustrie.
Am 7. Dezember 2012 verlieh ihm Ministerpräsidentin Hannelore Kraft den Verdienstorden des Landes Nordrhein-Westfalen.
Seit September 2019 gehört er dem Kuratorium der Montan-Stiftung-Saar an. 
Schartau ist im Präsidium des Internationalen Bund (IB) und Vorsitzender des Kuratoriums sowie des Aufsichtsrats der IB West gGmbH. Er engagiert sich als Botschafter für das Friedensdorf International.

## Publikationen
- Klaus Kost, Harald Schartau (Hrsg.): Wir im Revier. Schritte in die andere Zukunft an Rhein und Ruhr. Mit einem Vorwort von Franz Steinkühler. Sp-Verlag, Marburg 1989, ISBN 3-924800-76-6.
- Harald Schartau: Arbeitsplatz durch Niedriglohn pluss Zuschuss? in: Werden. Jahrbuch für die deutschen Gewerkschaften, 2002/2003, 45. Jahrgang, Frankfurt am Main 2002.
- Norbert Bensel, Jobst Fiedler, Heinz Fischer, Peter Gasse, Werner Jann, Harald Schartau, Hanns-Eberhard Schleyer, Günter Schmid, Wolfgang Tiefensee, Eggert Voscherau, Peter Hartz (Bearb.): Moderne Dienstleistungen am Arbeitsmarkt: Vorschläge der Kommission zum Abbau der Arbeitslosigkeit und zur Umstrukturierung der Bundesanstalt für Arbeit. Kommission „Moderne Dienstleistungen am Arbeitsmarkt“, Lahr 2002.